# Harry Stenqvist
Erik Harry Stenqvist (né le 25 décembre 1893 à Chicago et mort le 9 décembre 1968 à Örebro) est un coureur cycliste suédois. Aux Jeux olympiques de 1920 à Stockholm, il a remporté la médaille d'or de la course en ligne et la médaille d'argent de la course par équipes.

## Palmarès
- 1912
  -  Champion de Suède du 100 km contre-la-montre par équipes
- 1913
  -  Champion de Suède du 100 km contre-la-montre par équipes
- 1915
  -  Champion de Suède du contre-la-montre
  -  Champion de Suède du 100 km contre-la-montre
  -  Champion de Suède du contre-la-montre par équipes
  -  Champion de Suède du 100 km contre-la-montre par équipes
- 1920
  -  Champion olympique de la course en ligne
  -  Champion de Suède du contre-la-montre
  - Skandisloppet
  -  Médaillé d'argent de la course par équipes aux Jeux olympiques